# Enis Gavazaj
Enis Gavazaj (ur. 21 marca 1995 w Prizrenie) – albański piłkarz pochodzący z Kosowa. Należał do albańskich reprezentacji U-19 (2012–2013), U-20 (2013), U-21 (2013–2016) i narodowej (2018).